# Doppeltes Dreieck
Das Doppelte Dreieck beschreibt ein Modell, nach dem sich die fotografische Qualität von Bildern systematisch und möglichst objektiv beurteilen und bewerten lässt. Es wurde vom Schweizer Fotografen Martin Zurmühle entwickelt. Die Qualität eines Bildes wird danach bestimmt durch das Kerndreieck Technik – Komposition – Wirkung. Umfasst werden diese Kernfaktoren durch das Rahmendreieck Motiv – Idee – Zeitgeist. Das Ziel der Aufnahme bestimmt, wie diese Faktoren optimal zusammenspielen und sich gegenseitig verstärken.

## Modell

Graphische Darstellung des Bildbewertungssystem mit dem Doppelten Dreiecks

Es gibt viele Methoden, um Bilder zu bewerten. Neben der intuitiven Methode (man weiß es einfach), werden verschiedene Modelle eingesetzt, die unterschiedliche Faktoren betrachten. Neben der Technik werden oft die Gestaltung und die Bildidee angeschaut. Andere legen einen größeren Wert auf die Bildaussage und die Bildwirkung. Das Bewertungssystem mit dem Doppelten Dreieck führt viele verschiedene Kriterien zusammen, die einen Einfluss auf die fotografische Qualität haben. Es kann sowohl für die Bewertung von Einzelbildern wie auch von Bildserien eingesetzt werden. Entscheidend für die Gesamtqualität einer Aufnahme ist das richtige und zielführende Zusammenspiel dieser verschiedenen qualitätsbestimmenden Faktoren.

## Kerndreieck
Jede Fotografie besitzt eine grundsätzliche fotografische Qualität, die sich auf die Aspekte Technik, Komposition und Wirkung bezieht. Ein guter Fotograf ist in der Lage, zu praktisch jeder fotografischen Aufgabe gut gelungene Bilder zu liefern. Die Beherrschung dieser drei Kernfaktoren der Fotografie ist der erste wichtige Schritt zu einer hohen fotografischen Qualität.

### Technik
Das Beherrschen der Technik ist eine Voraussetzung für gute Fotografien. Die ganze Aufnahmekette hat einen Einfluss auf das resultierende Bild. Unabhängig vom gewählten Aufnahmesystem geht es darum, den Weg des Lichtes von der Quelle bis zur Wiedergabe zu beherrschen:
- Licht: Jede Aufnahme benötigt Licht. Ohne genügendes Licht bleibt das Bild schwarz. Die Beschaffenheit und die Art, wie das Licht auf das Motiv fällt, haben einen entscheidenden Einfluss auf die Bildwirkung.
- Lichtöffnung: Die Größe der Lichtöffnung bestimmt die Lichtstärke, die Form wie die Unschärfekreise abgebildet werden. Die Qualität des optischen Systems entscheidet über die Präzision der Bildaufzeichnung.
- Lichtmenge: Mit der Blende (Größe der Lichtöffnung) und der Belichtungszeit (Zeitdauer der Öffnung) wird die Lichtmenge bestimmt, die auf den Film oder den Sensor einwirkt.
- Lichtaufzeichnung: Das auf den Film oder den Sensor auftreffende Licht wird durch verschiedene Verfahren in einer noch nicht sichtbaren, latenten Form festgehalten.
- Lichtwiedergabe: Das latente Bild auf dem Film oder im Sensor wird durch verschiedene nachgelagerte Prozesse sichtbar gemacht und in die definitive Form für die Wiedergabe gebracht.[4]

### Komposition
Die Beherrschung der Technik ist die Grundvoraussetzung für eine gute Fotografie. Für sich alleine genommen ist die Technik aber noch keine Garantie für ein gutes Bild. Es braucht noch weitere Elemente. Die Bildkomposition ist das eigentliche Werkzeug des kreativen Fotografen. Durch die Wahl des geeigneten Aufnahmestandortes, des notwendigen Bildausschnittes und der richtigen Platzierung der bildwichtigen Elemente, gestaltet er seine Aufnahmen und versucht, die angestrebte Wirkung beim Betrachter zu erzielen. Die Bildkomposition ist viel mehr als nur das Einhalten von einigen Gestaltungsregeln (wie zum Beispiel dem Goldenen Schnitt oder der Dreieckskomposition). Sie gibt dem Fotografen die Mittel in die Hand, sich selbst mit seinen Bildern auszudrücken. Oder wie es der berühmte Fotograf und Lehrer Andreas Feininger formulierte: „Komposition ist eben die wirkungsvollste und oft die einzige Art, in der ein Fotograf seine Persönlichkeit ausdrücken kann“.

### Wirkung
Die Bildwirkung ist das Ziel einer guten Fotografie. Während die Technik und die Komposition noch sehr einfach zu lernen und verstehen sind, ist es wesentlich schwieriger, die Wirkung eines Bildes zu erkennen und zu analysieren. Es gibt Bilder, die ziehen uns vollständig in ihren Bann und üben eine ausgesprochen starke Wirkung auf uns aus. Und es gibt ganz ähnliche Bilder, die aber völlig wirkungslos bleiben. Zum Verständnis dieser Zusammenhänge und zum besseren Erkennen der Bildwirkung eignet sich das Vier-Augen-Modell der Fotografie sehr gut. Nach dem Vier-Augen-Modell wirkt eine Fotografie auf vier verschiedenen Ebenen auf den Betrachter. Diese vier Ebenen sind das Form-Auge, das Erzähl-Auge, das Gefühls-Auge und das Ich-Auge.

## Rahmendreieck
Alleine die Beherrschung der drei Kernfaktoren Technik, Komposition und Wirkung bietet noch keine Gewähr für eine erfolgreiche Aufnahme. Auch das Umfeld der Aufnahme mit dem Rahmendreieck Motiv, Idee und Zeitgeist hat einen entscheidenden Einfluss auf den Erfolg eines Bildes.

### Motiv
Unabhängig vom Motiv kann ein Fotograf, der die Kernfaktoren Technik – Komposition – Wirkung beherrscht, gute Aufnahmen erstellen. Trotzdem spielt die Wahl des Motivs eine grosse Rolle. Nicht jedes Motiv hat die gleiche Ausstrahlung, hat das gleiche visuelle Potenzial, eignet sich gleich gut zum Fotografieren. Dabei gibt es Motive, die bei Fotografen ausgesprochen beliebt sind (z. B. der Karneval, Sportanlässe, Sonnenuntergänge, Kinder, Blumen, Tiere), weil sie auf eine relativ einfache Art gute und vor allem wirkungsvolle Bilder versprechen. Da hingegen sehr viele Fotografen in diesen Bereichen fotografieren, gibt es auch sehr viele gute Aufnahmen und entsprechend langweilig wirken dann oft solche Bilder. Weniger bekannte Motive bieten in dieser Beziehung mehr Möglichkeiten, den Betrachter zu überraschen.

### Idee
Wurde das Motiv gewählt, so braucht es eine Idee um es überraschend und ungewohnt zu zeigen. Die Idee kann aber auch für sich stehen und entspricht dann dem eigentlichen Ziel der Aufnahme. Eine Idee zu finden ist nicht einfach und es braucht ein gutes Mass an Kreativität und Realismus. Oft aber macht gerade eine gute Idee den entscheidenden Unterschied aus, ob eine Fotografie Erfolg hat oder nicht.

### Zeitgeist
Wir fotografieren immer auch in einem Kontext. Unsere Bildvorstellungen und die Geschmäcker der Betrachter sind geprägt vom Zeitgeist. Dieser ist schwierig zu definieren und verändert sich dauernd. Schauen wir Bilder an, die vor einigen Jahren gemacht wurden, so erkennen wir klare Unterschiede. Und möchten wir zum Beispiel auch an Fotowettbewerben erfolgreich sein, dann sollten wir die Moden und Trends in der Fotografie beachten.

## Ziel
Entscheidend dafür, wie die verschiedenen Faktoren des Doppelten Dreiecks beim Bild eingesetzt und gewichtet werden, bestimmt das Ziel, das mit der Aufnahme erreicht werden soll. Das Ziel der Aufnahme bildet so den Steuerungsmechanismus der verschiedenen qualitätsbestimmenden Faktoren. Ist zum Beispiel bei einer Landschaftsaufnahme eine perfekte Belichtung, eine hohe Detailauflösung und eine Schärfe vom Vordergrund bis zum Horizont wichtig, so wäre eine solche Präzision bei der Darstellung von Tanzaufnahmen die falsche Lösung. Das Ziel der Aufnahme bestimmt deshalb, welche Technik und welche Komposition richtig ist, um die angestrebte Bildwirkung zu erreichen.

## Anwendung
Das Bildbewertungssystem mit dem Doppelten Dreieck eignet sich sehr gut zur Beurteilung und Bewertung der fotografischen Qualität eines Bildes. Es kann auch als Grundlage für die Jurierung von Fotowettbewerben eingesetzt werden. Je nach Ausrichtung des Wettbewerbs werden dann die einzelnen Kriterien noch genauer definiert und die Anforderungen festgelegt. Das System hilft aber auch dem Fotografen beim Erkennen der Stärken und Schwächen der eigenen Bilder.